# Almelo
Almelo (uitspraakⓘ) is een stad en gemeente in de regio Twente in de Nederlandse provincie Overijssel. De gemeente telt 74.317 inwoners en heeft een totale oppervlakte van 69,41 km², waarvan 67,27 km² land en 2,14 km² water (22 november 2024, Bron: CBS).
De gemeente Almelo is ontstaan uit een fusie (1914) tussen de gemeenten Ambt Almelo en Stad Almelo. Behalve de stad Almelo omvat de gemeente de kernen Aadorp, Bornerbroek en Mariaparochie (gedeeltelijk). De gemeente Almelo maakt deel uit van de Regio Twente. Een deel van de Almeloërs spreekt Twents, een Nedersaksisch dialect.

## Geschiedenis en architectuur
Almelo ontstond in de middeleeuwen. De naam gaat terug op de Germaanse woorden alma "olm" en lauha "lo". Een lo is een bos dat gelegen is op zandgrond en vaak vlak bij een nederzetting ligt.

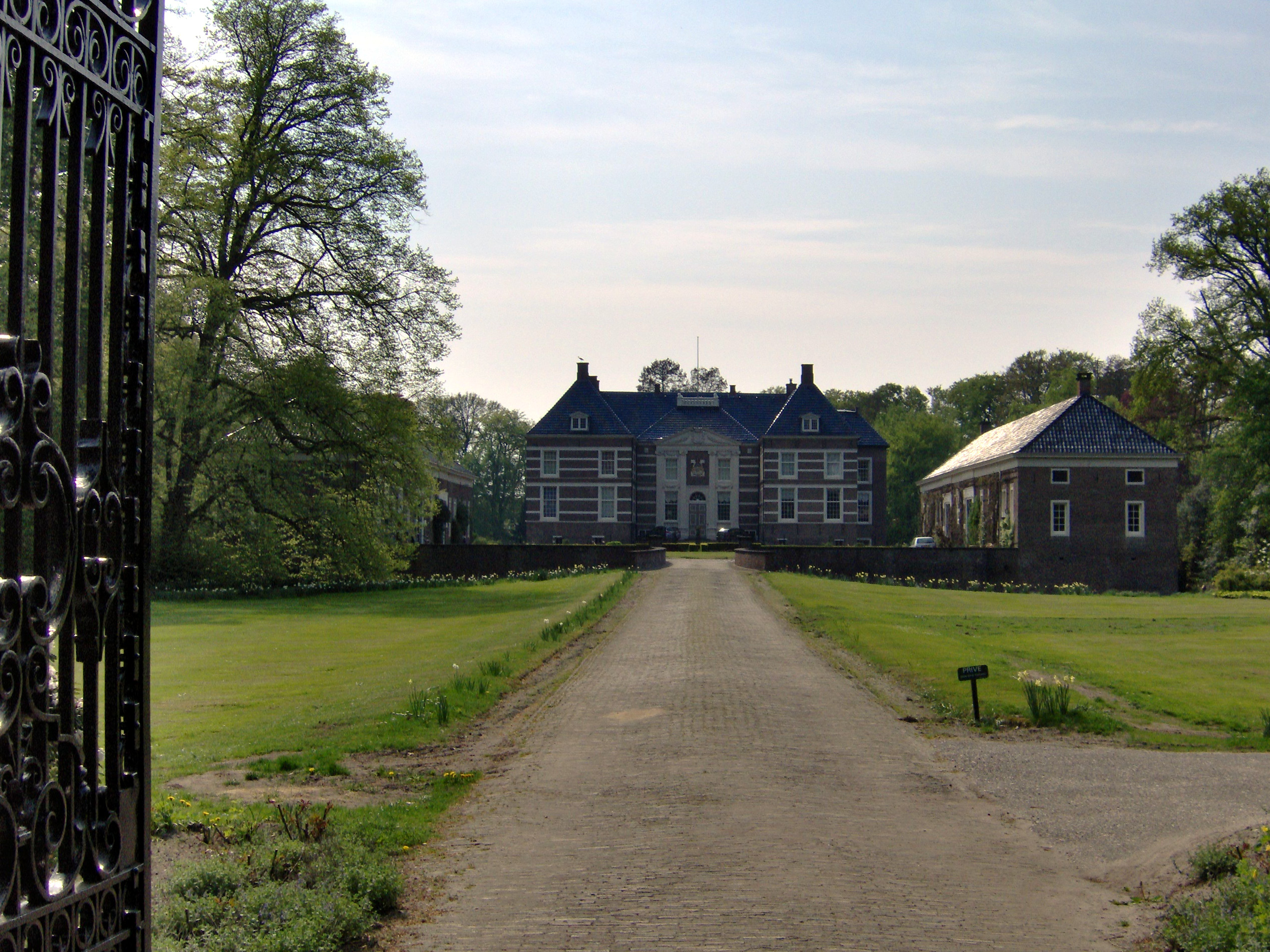
Huis Almelo

Op de kruising van de Almelose Aa en die landweg werd het Huis Almelo gebouwd. Uit oude documenten blijkt dat de nederzetting in ieder geval in 1420 al stadsrechten had.  

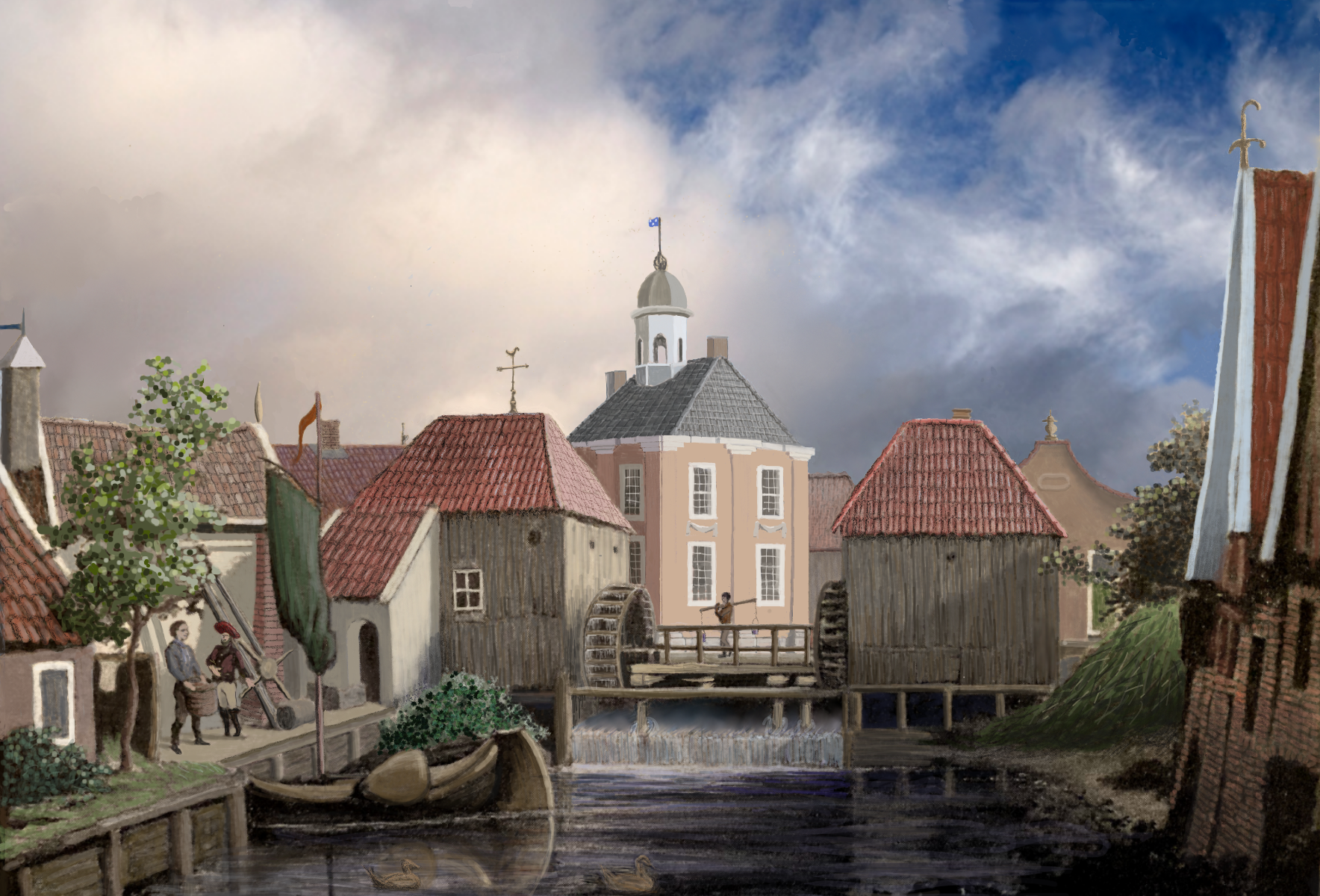
Deze watermolens hebben tot halverwege de 19e eeuw het beeld bepaald op de Koornmarkt in Almelo.

De stad had een gracht, maar geen muur, en is dan ook nooit van militair belang geweest. Huis Almelo bestaat waarschijnlijk al sinds de 12e eeuw en is tot op de dag van vandaag in handen van de familie Van Rechteren Limpurg. De familie had eeuwenlang verschillende rechten in de stad Almelo, waaronder dat om recht te spreken. 
Nadat in 1664 de toenmalige heer van Almelo, Zeger van Rechteren (1623-1674), het uitoefenen van de katholieke godsdienst verbood vertrokken de nonnen van het Almelose Sint Catharinaklooster in 1665 en vestigden zich 300 meter over de grens met Duitsland iets ten zuidwesten van het Nederlandse Glane in een klooster dat zij de naam Maria Vlucht gaven. Na de opheffing van het klooster werden de kerkschatten verspreid over de regio.

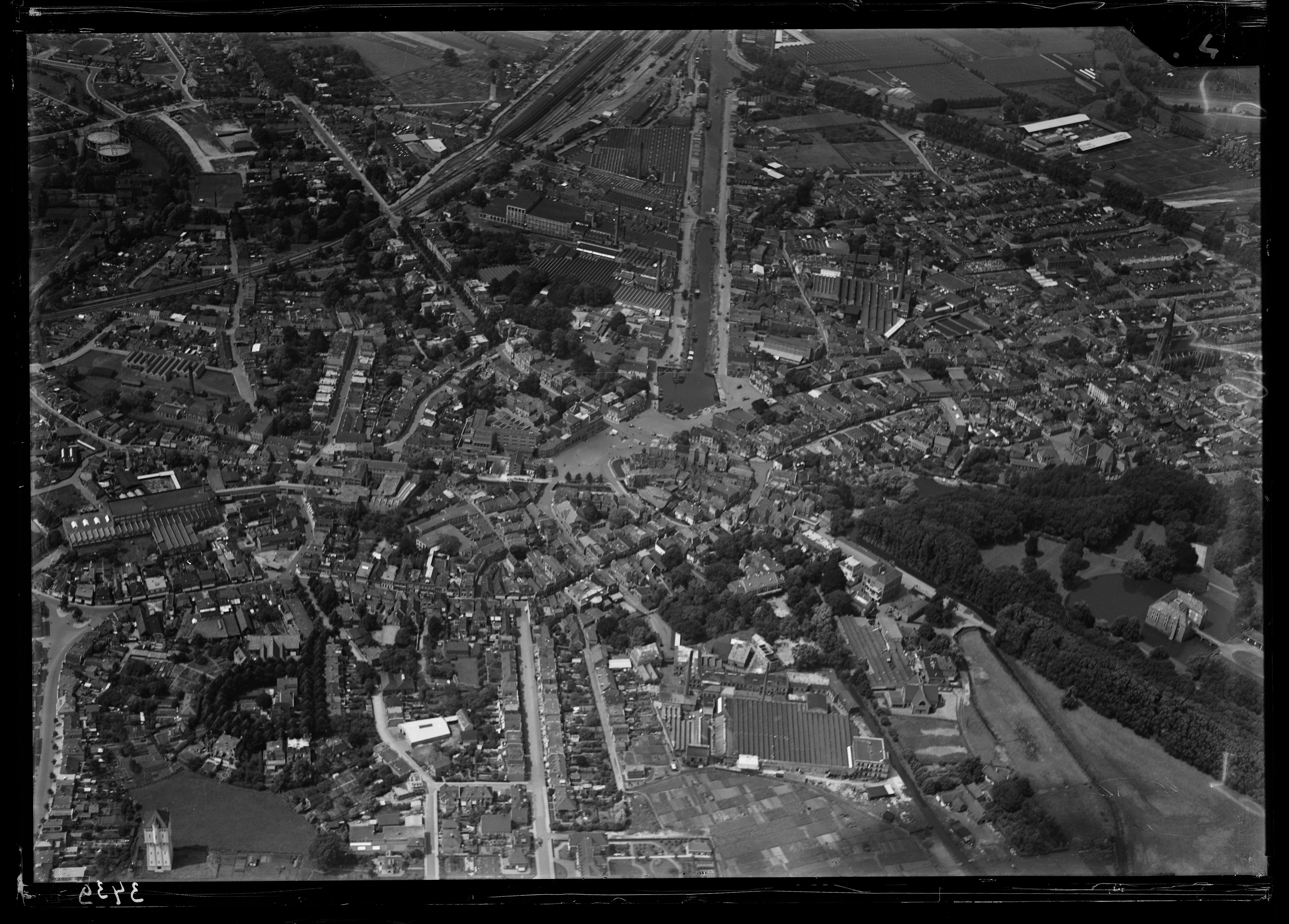
Luchtfoto van Almelo, genomen tussen 1920 en 1940

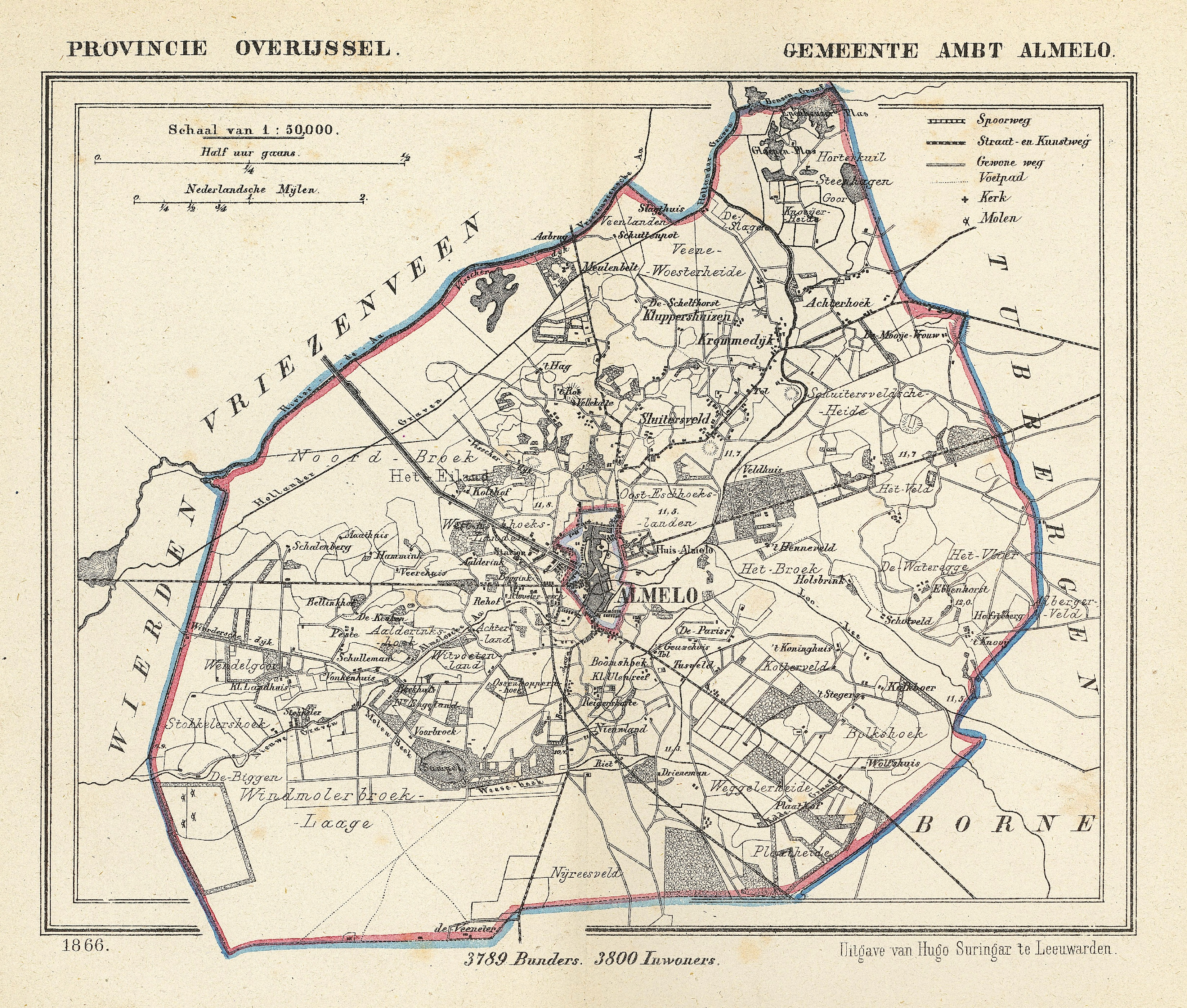
Kaart van Almelo uit 1866.

In de 17e en 18e eeuw kwam de huisweverij steeds meer op. De entree in Almelo van de eerste stoommachine, in 1830, veroorzaakte een overgang naar fabrieksmatige productie. De textielindustrie werd ook bevorderd door de aanleg van het Overijssels Kanaal (in 1855) en de spoorlijn van Almelo naar Salzbergen (in 1865). Rond 1900 waren er dan ook vele zeer rijke families in Almelo en uit die tijd dateren veel landhuizen en villa's in diverse stijlen zoals jugendstil, expressionisme en neorenaissance.
Tussen 1818 en 1914 was de gemeente Almelo opgesplitst in de gemeenten Stad Almelo en Ambt Almelo.

### Tweede Wereldoorlog
In de Tweede Wereldoorlog was Almelo een van de plaatsen waar in september 1941 de razzia van Twente plaatsvond. In Almelo werden 10 Joodse mannen opgepakt en zij kwamen om in concentratiekamp Mauthausen. Ruim 60 joodse stadsgenoten werden gered door onder anderen Frits Tusveld, diens vrouw Henny Averink en mej. Alie Tharner. Op de joodse begraafplaats van Almelo staat een monument waarmee de 242 omgekomen Joden uit Almelo worden herdacht evenals deze onderduikgevers.
Op 15 november 1944 pleegden acht verzetsmensen een overval op De Nederlandsche Bank aan de Wierdensestraat. De buit bedroeg 46,1 miljoen gulden, de hoogste buit ooit tijdens een overval in Nederland. Deze bankroof werd nagespeeld in de stadsmusicals Van Katoen & Nu en Het verzet kraakt. De straatnamen in de Almelose wijk Sluitersveld zijn vernoemd naar verscheidene verzetsmensen.

### Naoorlogse periode
In februari 1946 is Almelo door dijkbreuken in Nederland en Duitsland onder water gelopen. In sommige straten van de stad stond het water anderhalve meter hoog. Het Nederlandse Rode Kruis voorzag de inwoners met vrachtwagens en kleine bootjes van voedsel en zorgde voor ziekentransport.
Vanaf de jaren zestig kreeg de Almelose textielindustrie het door de goedkopere buitenlandse concurrentie erg moeilijk, wat tot massale bedrijfssluitingen leidde en hoge werkloosheidscijfers. Veel textielfabrieken zijn afgebroken, maar sommige gebouwen zijn behouden gebleven. 
Van de villa's die textielbaronnen lieten bouwen is Bellinckhof aan de Wierdensestraat bewaard gebleven. Gebouwd door de familie Ten Cate in de jaren 20 van de 20e eeuw is het eveneens een van de grootste textielhuizen in Twente. Het huis en park zijn niet toegankelijk voor publiek. Het ontwerp is van architect Karel Muller.
In de tweede helft van de 20ste eeuw werd Almelo's stadscentrum sterk gerenoveerd, mede om het autoverkeer te begunstigen. Zeer veel oude bebouwing werd gesloopt en nieuwe bebouwing in eigentijdse architectuur verscheen, waarbij enkele (industriële) monumenten behouden bleven. De industriële havenkom in het stadscentrum werd in 1952 gedempt. Enkele tientallen jaren later ontstond geleidelijk, op min of meer dezelfde plaats, een nieuwe haven (voor pleziervaart).

## Geografie

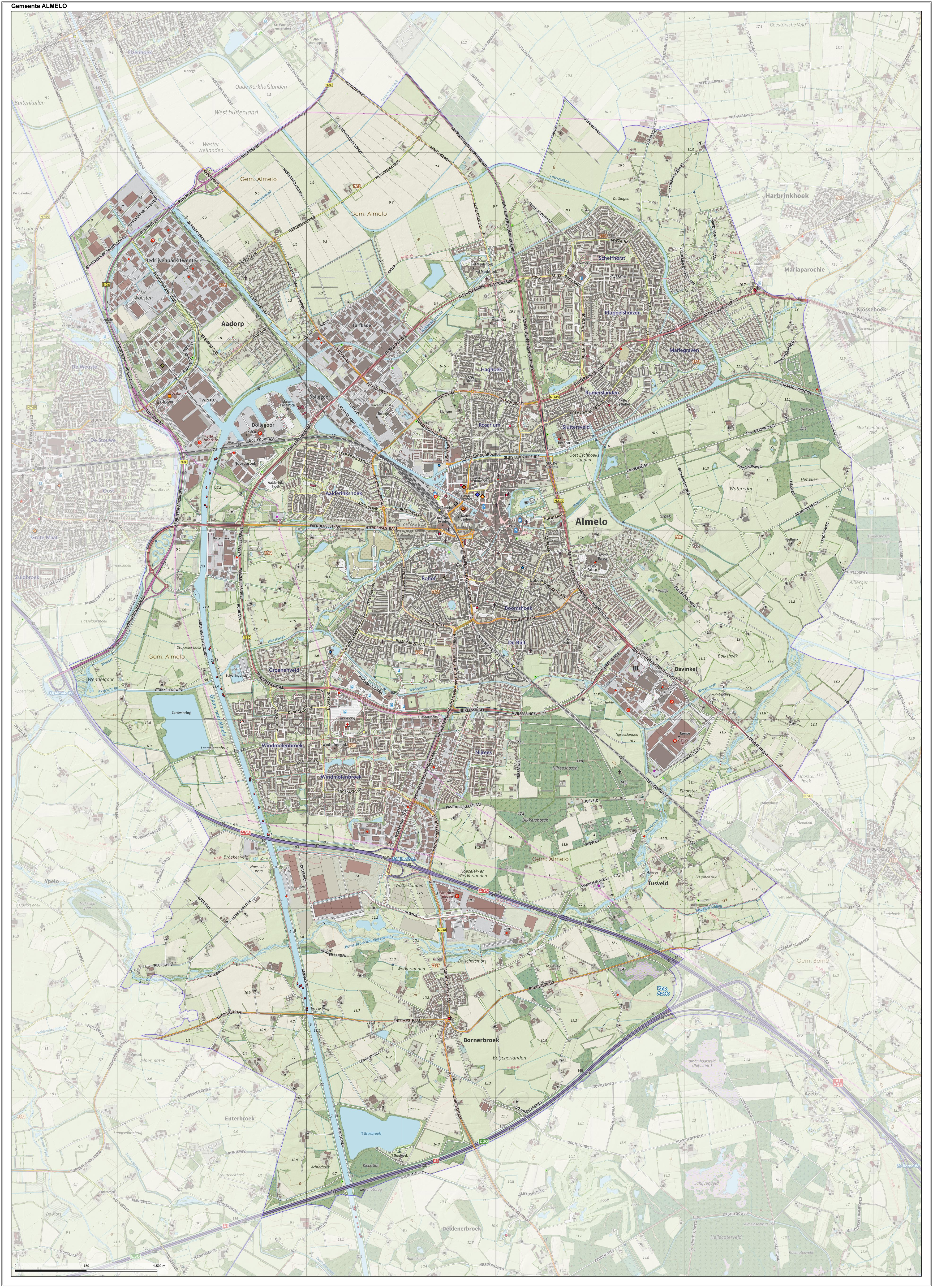
Topografische gemeentekaart van Almelo

### Wijkindeling
De stad Almelo is verdeeld in twaalf wijken en kernen.
- Aadorp
- Bornerbroek
- Binnenstad
- De Riet
- Hofkamp
- Nieuwstraat-Kwartier
- Noorderkwartier
- Ossenkoppelerhoek
- Schelfhorst
- Sluitersveld
- Wierdensehoek (Kerkelanden/Aalderinkshoek)
- Windmolenbroek

### Straten
- Lijst van straten in Almelo

## Cultuur

### Bezienswaardigheden
Het koor van de protestantse Grote Kerk stamt uit de 15e eeuw, het schip dateert uit 1733. Reeds in 1236 is sprake van een burchtkapel in Almelo dat toen onder de parochie Ootmarsum viel. De torenspits werd in de 18e eeuw geplaatst door gravin Sophia Juliana von Castell Rüdenhausen. Boven de ingang van de toren bevindt zich een Latijnse inscriptie uit het jaar 1738. Lang hebben voor de toegangsweg naar de kerk twee van Bentheimer zandsteen gemaakte pilaren gestaan met de wapenschilden van Van Rechteren Limpurg en Almelo. Deze zijn in 1884 verplaatst naar de oprijlaan van het kasteel. Deze oprijlaan, de Gravenallee, is drie kilometer lang en eindigt bij het Kanaal Almelo-Nordhorn. Halverwege is een tolhuis en kan een rondwandeling gemaakt worden door de bossen, waarin zich ook de grafkelder van Van Rechteren Limpurg bevindt.

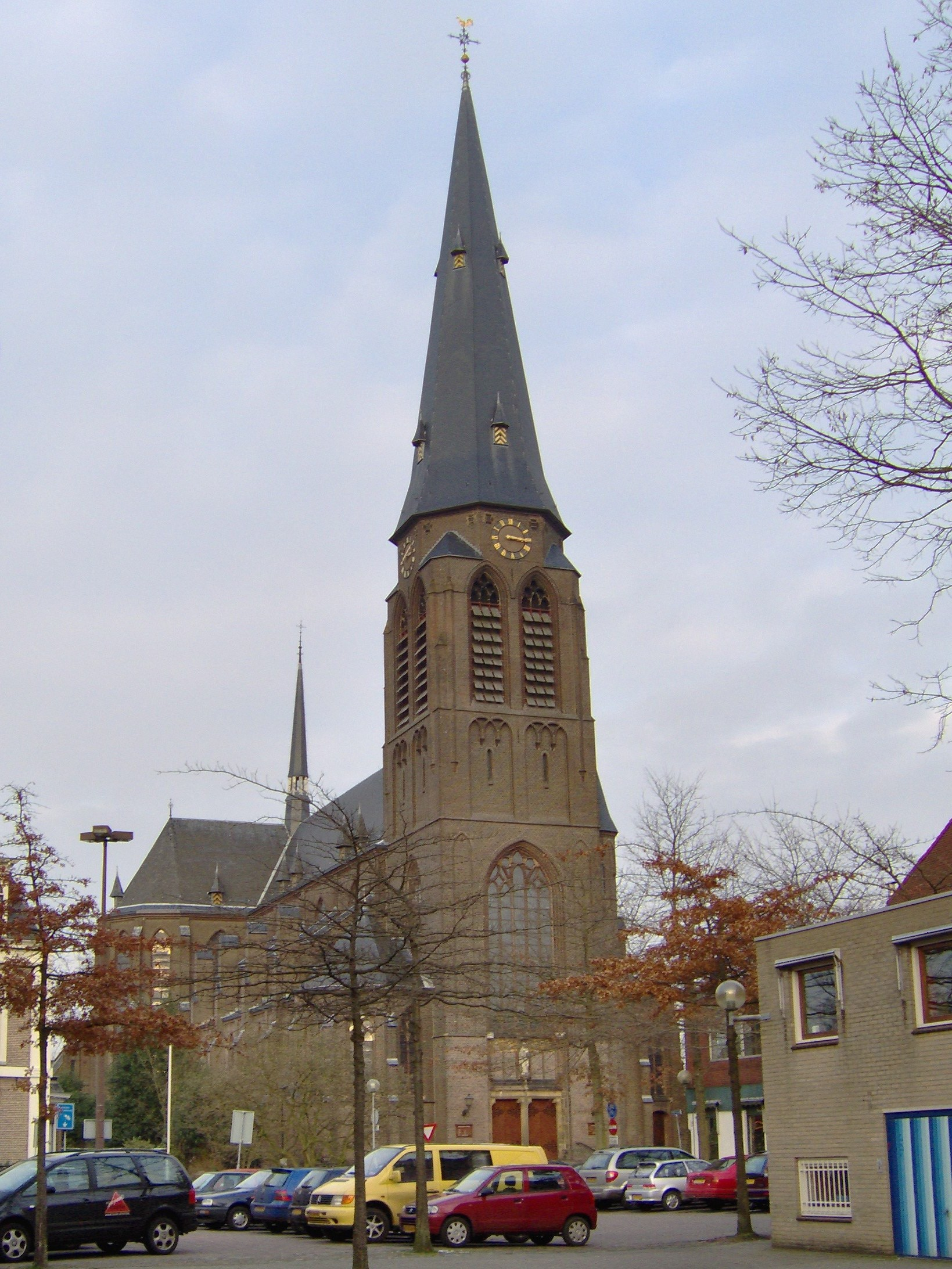
De rooms-katholieke Sint-Georgiusbasiliek in het centrum van Almelo.

De rooms-katholieke Georgiuskerk werd gebouwd in het begin van de 20e eeuw (1900-1902) in neogotische stijl en is de eerste kerk die werd ontworpen door Wolter te Riele. De kerk is 3 november 2009 verheven tot basiliek. In de volksmond wordt de kerk "de Sjors" genoemd.
Achter de Georgiuskerk ligt de oudste sociale woningbouw-wijk van Almelo: de Westeres, grotendeels in de Eerste Wereldoorlog gebouwd in opdracht van woningbouwvereniging Volksbelang, later overgenomen door woningstichting Sint Joseph, die in 2008 plannen presenteerde om de wijk af te breken en te vervangen door eigentijdse bouw, met meer parkeerruimte en hogere huurprijzen. Sinds eind 2009 zijn deze plannen van tafel, mede vanwege de economische recessie en dankzij protesten uit de wijk en heel Almelo.
Het pittoreske wijkje onderscheidt zich door zijn smalle straatjes en in rood baksteen, met geel bakstenen versieringen uitgevoerde huizen.
De straten zijn opgebouwd uit een steeds veranderende combinatie van een aantal woningtypen, waarbij sommige woningtypes maar 1 keer voorkomen.
Verder is er het vanaf 1914 gebouwde tuindorp De Riet. Deze wijk is voor het merendeel tussen de twee wereldoorlogen gebouwd en bestaat uit goed onderhouden, kleine huisjes die in een zeer kenmerkende bouwstijl zijn gebouwd. Een deel is in handen van de twee woningbouwstichtingen. De wijk heeft sinds 3 oktober 1926 een eigen treinstation.
De stad kent nog een complete molen, de korenmolen De Hoop uit 1870.
Nabij het vroegere bleekveld en de voormalige Bleekweg (nabij de Aa) ligt stadskerk De Bleek, een kruiskerk met zadeldak. Dit gemeentelijk monument werd in 1927 voltooid naar een ontwerp van architect H.H. Krabshuis en werd bekostigd door de vrijzinnige protestanten in Almelo (Vereniging van Vrijzinnig Godsdienstigen). De kerkzaal heeft bijzondere glas-in-loodramen die - net als de rest van de kerkzaal - in late art-decostijl zijn.

### Monumenten
In de gemeente zijn er een aantal rijksmonumenten en oorlogsmonumenten, zie:
- Lijst van rijksmonumenten in Almelo (gemeente)
- Lijst van rijksmonumenten in Almelo (stad)
- Lijst van oorlogsmonumenten in Almelo
- Lijst van gemeentelijke monumenten in Almelo
- Genocidemonument

### Kunst in de openbare ruimte
In de gemeente zijn diverse beelden, sculpturen en objecten geplaatst in de openbare ruimte, zie: 
- Lijst van beelden in Almelo

### Musea
Het Stedelijk Museum Almelo laat een beeld zien van de geschiedenis van Almelo. Het is gevestigd in het Rectorshuis, een monumentaal pand in het centrum. Vlak bij de Grote Kerk staat het eveneens monumentale Wevershuisje. Hier is onder meer een expositie te vinden over weven en vinden demonstraties plaats van oude ambachten als spinnen en kantklossen. Boven de geschenkwinkel van Bolletje aan de Grotestraat is Bakkerijmuseum De Meelzolder gevestigd. De toegang tot het Wevershuisje en het Bakkerijmuseum is gratis.
Het Huis van Katoen & Nu is gevestigd in de binnenstad van Almelo en is ontstaan na de opvoering van de musical Van Katoen & Nu. Van Katoen & Nu werd in september 2014 als stadsmusical opgevoerd en ging over de opkomst en teloorgang van de textielindustrie in Twente in honderd jaar. De uitvoering was ter ere van het 100-jarig bestaan van de stad Almelo, waar de ontwikkelingen rond deze industrie, zoals ook merkbaar in andere textielsteden in Nederland, veel invloed hebben gehad. Het museum is een culturele hotspot en broedplaats voor nieuwe activiteiten in Almelo. Net als bij de musical worden zaken en mensen hier met elkaar verbonden. Een decor uit een cabaretprogramma van Herman Finkers is er te bewonderen, naast foto's van bekende Almeloërs, historische foto's en informatie over de geschiedenis van voetbalclub Heracles.
Aan de Herengracht staan twaalf monumentale huizen die in 1889 zijn gebouwd in opdracht van Graaf van Rechteren Limpurg voor het personeel van het nabijgelegen Huis Almelo. Tegenwoordig zijn ze in gebruik als ateliers voor kunstenaars waar bezoekers iedere laatste zondag van de maand kunnen kijken naar de exposities van de verschillende Almelose kunstenaars.
In Kunsthal Hof 88 organiseert de stichting Indigo professionele tentoonstellingen van hedendaagse beeldende kunst. Jaarlijks worden in het museum 6 grote tentoonstellingen georganiseerd, met werk van landelijke, internationale en regionale kunstenaars. Behalve schilderijen, sculpturen, keramiek en sieraden, worden er ook fotografie, video, objecten en installaties tentoongesteld. Ook wordt er jaarlijks de Herman Krikhaarprijs uitgereikt. Deze award is een ode aan de Almelose kunstenaar Herman Krikhaar. De winnaar van de prijs wordt door een vakjury aangewezen. In 2018 bestond de Herman Krikhaarprijs tien jaar.

### Uitgaansleven en culturele centra
Culturele aangelegenheden in Almelo zijn onder meer het Theaterhotel, het Preston Palace (hotel en vermaak in het voormalige Ireneziekenhuis) en het oude, voormalige Sint-Elisabethziekenhuis dat grotendeels dienstdoet als huisvesting van de Almelose vestiging van Kaliber Kunstenschool en Theater Hof 88. Theater Hof 88 heeft een uitgebreide eigen programmering van theatervoorstellingen en theaterconcerten in vrijwel alle genres in de Herman Finkers Zaal. Verder worden klassieke concerten door de Stichting Kamermuziek Almelo verzorgd en films door de stichting Filmhuis Almelo getoond. Ook biedt Theater Hof 88 onderdak aan een groot aantal Almelose amateurkunst-gezelschappen voor hun uitvoeringen en de wekelijkse repetities. Daarnaast vindt in Almelo sinds 2006 in juli het gratis toegankelijke HobNob festival plaats. Sinds de herfst 2004 is de bioscoop aan de Grotestraat gesloten, de nieuwe bioscoop aan het Amaliaplein is in het najaar van 2008 opgeleverd en wordt gerund door Movie Unlimited. Aan het Amaliaplein zit ook een veelvoud aan restaurants, cafés en terrasjes.

### Sport
Met meer dan 70 sportverenigingen actief in Almelo zijn er wekelijks vele sporters en vrijwilligers actief op en rondom het sportveld. Grote sportverenigingen en takken van sport zijn PH en Oranje Nassau (beide voetbal), MHC Almelo (hockey) en de F.A.G. (Federatie Almelose Gymnastiekverenigingen). Almelo kent diverse sportaccommocaties, waarvan de IISPA de bekendste is. Daarnaast kent Almelo een overdekt en openluchtzwembad, meerdere sporthallen, gymlokalen en buitensportvelden. Op termijn zijn alle gemeentelijke accommodaties in het beheer van Sportbedrijf Almelo.
Naast de amateursport kent Almelo ook diverse topsport- en talentorganisaties, waarvan de voetbalclub Heracles Almelo de bekendste is. De club werd tweemaal landskampioen en speelt sinds 2006 m.u.v. het seizoen 2022/2023 op het hoogste niveau in Nederland. Vanaf 2023/2024 speelt ook het zaalvoetbalteam op het hoogste nationale niveau, de Eredivisie. Sinds 2010 trainen ook de topturnsters en talenten van Bosan/TON (Topturnen Oost-Nederland) in Almelo. Zij presteren (inter)nationaal op het hoogste niveau van het damesturnen. In 2012 ontving Almelo ook Eurosped TVT (Topvolleybal in Twente), afkomstig uit Oldenzaal als het voormalige Pollux, die dagelijks trainen en wekelijks spelen op het niveau van de DELA Eredivisie. Daarnaast zijn er regionale talentcentra van de NBB, Nevobo en NHV in Almelo georganiseerd.
Naast topsportorganisaties kent Almelo ook meerdere topsportevenementen als Topvolleybal Almelo (voormalig Ermasport Volleybal Classic), de Profronde van Almelo en de Almelose Ruiterdagen. Daarnaast vinden er jaarlijks internationale wedstrijden plaatsen in de topsporthal van de IISPA.

## Gezondheidszorg
De ZGT Almelo (het vroegere Twenteborg), onderdeel van de Ziekenhuis Groep Twente, is een algemeen ziekenhuis met 634 bedden officieel (425 in praktijk). Er werken ruim 1800 medewerkers en bijna 105 specialisten.

## Economie

### Bedrijven
Almelo heeft een Arrondissementsrechtbank en een Huis van bewaring. Bolletje, met name bekend van zijn beschuiten, vindt zijn oorsprong in de stad. VDL, PANalytical en Urenco, dat verrijkt uranium voor kerncentrales produceert, zijn belangrijke werkgevers evenals Preston Palace.  De textiel, de oorsprong van de industrie in Almelo (en Twente) raakt meer en meer op de achtergrond, hoewel Koninklijke Ten Cate nog steeds een vestiging in Almelo heeft op het Indiëterrein. Ook de internationale schoenen- en kledingfabrikant Timberland is gevestigd in Almelo met een distributiecentrum op het XL Businesspark.

### Kantoren, industrie- en bedrijventerreinen
Almelo heeft veel bedrijvigheid, gesitueerd in de oude stad en ook op later geplande terreinen. Bedrijvigheid vindt men in de Bornsestraat, de Buitenhaven, het Dollegoor, het Wendelgoor, Noordbroek, de Turfkade en op de terreinen Twentepoort en het Bedrijvenpark Twente. In juli 2011 werd bekend dat de haven sinds 2008 een stabiele groei heeft. In de industriehaven worden zo'n 904.996 ton goederen gelost, ofwel zo'n 80.000 vrachtwagens. Ten zuiden van de stad is een nieuw bedrijventerrein gepland onder de naam XL Businesspark dat voor de gehele regio bedoeld is en een eigen aansluiting op de A35 heeft. Het ligt tussen Almelo, Bornerbroek en het Twentekanaal. Het gaat daarbij om bedrijven in de logistiek, transport, distributie en industrie. Nadat na veel protesten van omwonenden de aanleg was vertraagd heeft in 2007 de Raad van State alle bezwaren van de hand gewezen zodat de bouw een aanvang kon nemen. Er komen mogelijk drie windmolens op het bedrijventerrein.

## Infrastructuur

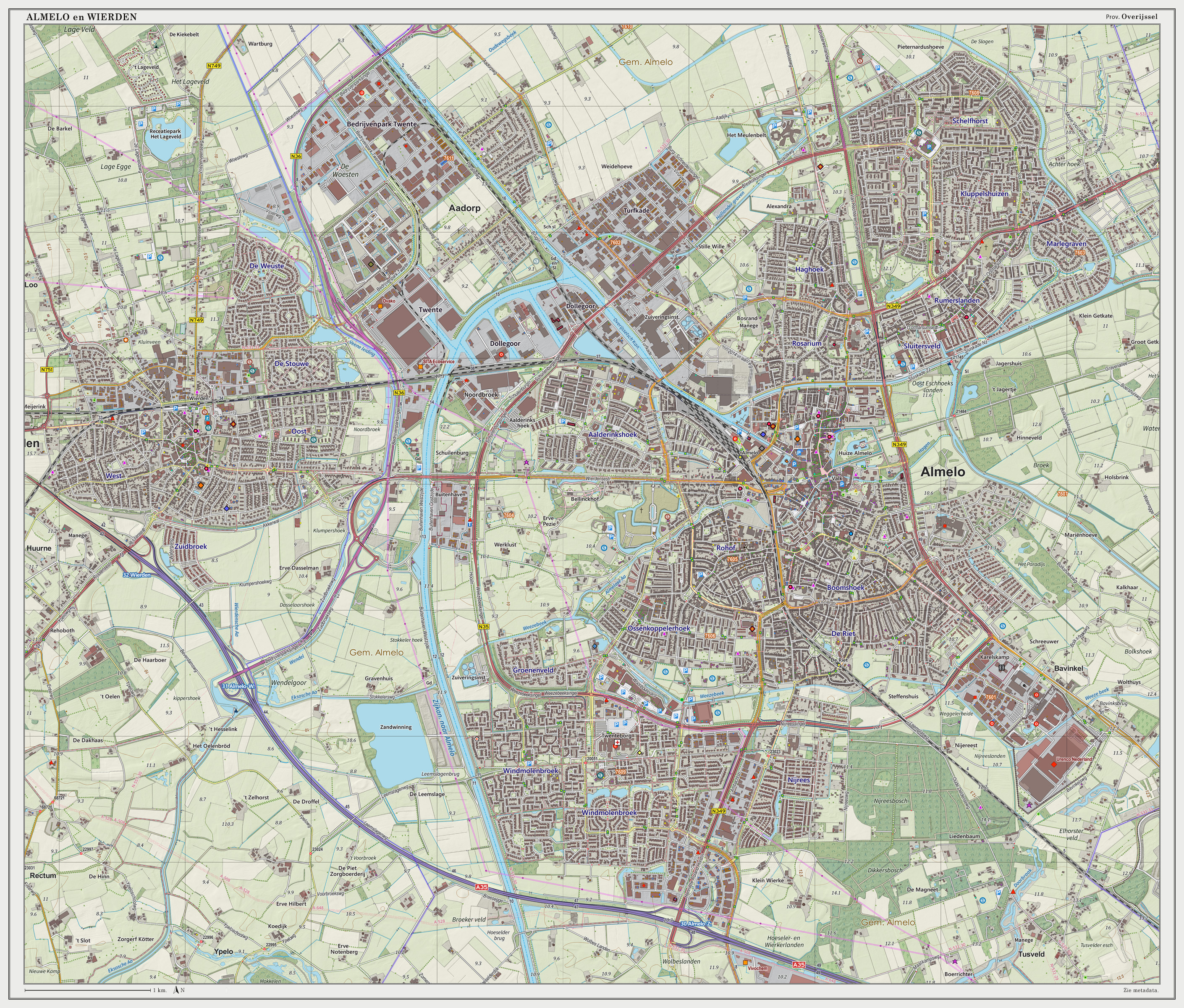
Topografische kaart van de woonplaatsen Almelo en Wierden, juni 2014

### Autowegen
Vanuit de richting Deventer en Oldenzaal is Almelo over de snelweg te bereiken via de A1. Vanuit de richtingen Deventer en Hengelo is Almelo ook over de snelweg te bereiken via de A35. Deze snelweg loopt ten zuiden van Almelo en geeft via de N35 ook een verbinding met Zwolle. De autoweg N36 geeft voor Almelo een verbinding richting de provincie Drenthe. Almelo beschikt over een eigen ringweg rondom het centraal gelegen deel van de stad: de Ring Almelo.

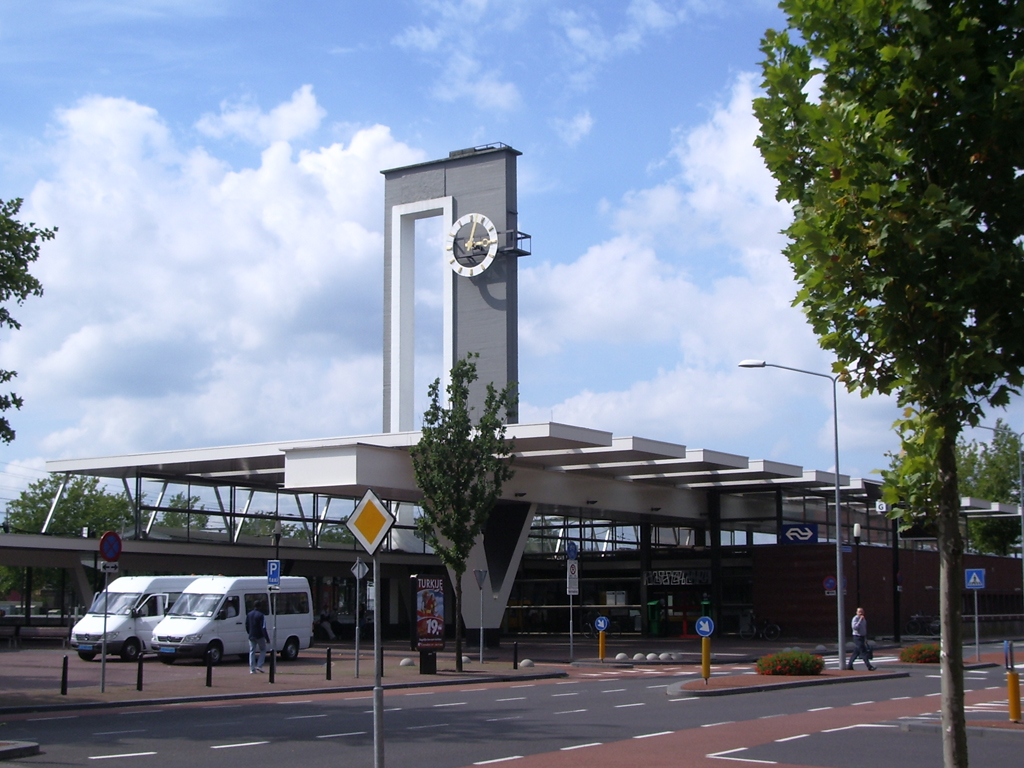
Station Almelo

### Spoorwegen
Sinds 18 oktober 1865 heeft Almelo een station aan het beginpunt van de toenmalige spoorlijn Almelo - Salzbergen, aangelegd door de Spoorwegmaatschappij Almelo-Salzbergen (AS). Op 1 januari 1881 werd door de Staatsspoorwegen de enkelsporige spoorlijn Zwolle - Almelo geopend. Per 1 september 1888 bracht de Koninklijke Nederlandsche Locaalspoorweg-Maatschappij een enkelsporige verbinding met Deventer tot stand, tot Wierden op een gemeenschappelijk baanlichaam met Zwolle-Almelo. Hiermee was de verbinding met Amsterdam een feit. Ten slotte nam de NOLS op 1 oktober 1906 de spoorlijn Mariënberg - Almelo in dienst.
Naast het hoofdstation heeft Almelo een halte (Station Almelo de Riet) aan de spoorlijn richting Hengelo-Enschede en verder beschikken de industrieterreinen Dollegoor en Bedrijvenpark Twente over spooraansluitingen.
Het dubbelspoor tussen station Almelo en Almelo de Riet is verdiept aangelegd. Dit project, genaamd Almelo Verdiept, is in 2009 afgerond.

### Waterwegen
Rond en door Almelo lopen meerdere beken, rivieren en kanalen, waaronder het Twentekanaal, het Overijssels Kanaal, het kanaal Almelo-Nordhorn, de Almelose Aa en de Loolee.
Almelo is ooit ontstaan op een kruispunt van land- en waterwegen. Daarom loopt het water nog altijd dwars door de binnenstad, wat Almelo de enige echte waterstad van Twente maakt.
De Waterboulevard werd teruggebracht en volgt de loop van de oude haven die in de jaren ´60 is gedempt. Deze werd tot 2018 in fases tot op de markt verder uitgebreid. Hierdoor kreeg water weer een rol van betekenis in het centrum van de stad.

### Fietssnelweg
In 2009 werd een eerste deel van F35 gerealiseerd. Deze fietssnelweg doorkruist Twente van de Duitse grens tot aan de Sallandse Heuvelrug bij Nijverdal via Enschede, Hengelo, Borne, Almelo en Wierden. De verbeteringen voor de fietser zijn te vinden in het verkorten van de reistijd en het comfort. Vanaf november 2019 is er ook een verbinding met Vriezenveen.

## Godsdienst
De Protestantse Gemeente Almelo bestaat uit vijf autonome wijkgemeenten: de Bleekkerk, de Grote Kerk, de Ontmoeting, Noach en Pniël.
Almelo heeft drie rooms-katholieke kerken. De Sint-Georgiusbasiliek aan de Boddenstraat in het centrum, Sint-Jozefkerk in de wijk Sluitersveld en de Elisakerk bevindt zich in Almelo Zuid. Samen vormen deze drie kerken de St-Jorisparochie. Binnen de gemeentegrens van Almelo heeft Bornerbroek de St.-Stephanuskerk (Marcellinusparochie) en in Mariaparochie staat de Onze-Lieve-Vrouw van Altijddurende Bijstand (Pancratiusparochie).
In Almelo woonden anno januari 2008 nog zo'n twintig belijdende joden. Naast het protestants-christelijke centrum De Schouw aan het Kerkplein staat sinds november 1980 de Aron Haas Synagoge waar zij tot juli 2012 hun samenkomsten hielden. Al in 1803 was er in Almelo een synagoge in gebruik. Deze lag toen in de Bodden. Door groei werd in 1846 uitgeweken naar het Schalderoi. Het gebouw kwam ongeschonden door de Tweede Wereldoorlog. Na de Tweede Wereldoorlog waren er in Almelo nog honderd Joden. In 1980 werd het interieur van de synagoge overgeplaatst naar het Kerkpleingebouw dat onderdeel is van de protestantse kerk en werd gebouwd in de jaren '70 met plek voor zo’n twintig man. In augustus 2011 werd bekend dat de synagoge zou worden teruggekocht door de gemeente. De nu nog tien belijdende joden zijn dan aangewezen op de synagoge in Enschede.
Almelo kent een baptistengemeente, "de Bron". Deze gemeente is ontstaan uit een fusie in 1996 tussen de voormalige gemeente "Bethel" aan de Nieuwstraat en de grotere gemeente aan de Geraniumstraat. Na de eenwording zijn zij eerst samen verdergegaan in het kerkgebouw aan de Geraniumstraat. Begin 1999 is het voormalige FNV-gebouw gekocht aan de Adriaen Brouwerstraat. Deze werd na een grondige renovatie in november 1999 in gebruik genomen. Een deel van het pand werd afgebroken en daar is de nieuwe kerkzaal op gebouwd, die in de loop van het jaar 2000 in gebruik werd genomen.
Ook telt Almelo enkele duizenden leden van de Armeens-Apostolische Kerk, waarvan het kerkgebouw aan de Vriezenveenseweg staat.
Een van de moskeeën waar de islamitische gemeenschap in Almelo gebruik van maakt is de Yunus Emre-moskee. Deze moskee uit 1974 was de eerste moskee in Overijssel en de eerste in Nederland met een minaret en kubbe.

## Politiek

### College van B en W
Het college van burgemeester en wethouders bestaat naast de burgemeester van Almelo, Richard Korteland (VVD), uit de fracties van VVD, CDA, LAS en D66 en kent de volgende 4 wethouders:
Jeffrey Hinnen (VVD): Financiën, incl. grondbeleid, Planning en control, Economie en arbeidsmarkt, Bedrijventerreinen, Mobiliteit, Recreatie en toerisme en Almelo Waterstad.
Jan Martin van Rees (LAS): Wonen, Binnenstad, Omgevingswet, Vergunningverlening, Ruimtelijke ordening, Beheer openbare ruimte, Sport, Vastgoed en Citymarketing.
Eugène van Mierlo (CDA): Wet maatschappelijke ondersteuning (Wmo), Zorg, Participatiewet en sociale zaken, Publieke gezondheid, Welzijn, Jeugd, Onderwijs, Vluchtelingenopvang en Dierenwelzijn.
Margreet Overmeen-Bakhuis (D66): Facilitaire zaken en ICT, Dienstverlening, Jeugdzorg, Kunst en cultuur, Duurzaamheid, Afval, Plattelandsontwikkeling en Water en riolering.

### Gemeenteraad
De gemeenteraad bestaat sinds de verkiezingen van 2002 uit 35 zetels. De raad bestaat uit zeventien fracties, waarmee Almelo het grootste aantal raadsfracties van Nederland heeft. De uitslagen van de raadsverkiezingen sinds 1998 zijn als volgt:
| Partij                                                           | 1998  | 2002  | 2006  | 2010  | 2014  | 2018  | 2022  |
| ---------------------------------------------------------------- | ----- | ----- | ----- | ----- | ----- | ----- | ----- |
| VVD                                                              | 6     | 6     | 4     | 7     | 3     | 6     | 5     |
| Lokaal Almelo Samen                                              | -     | -     | -     | -     | -     | 5     | 5     |
| CDA                                                              | 10    | 10    | 8     | 6     | 6     | 6     | 5     |
| PvdA                                                             | 10    | 8     | 13    | 7     | 4     | 2     | 3     |
| D66                                                              | 1     | 2     | 1     | 3     | 4     | 2     | 3     |
| ChristenUnie (tot 2001: GPV-RPF-SGP, tot 2006: ChristenUnie-SGP) | 1     | 1     | 1     | 1     | 2     | 2     | 2     |
| PVV                                                              | -     | -     | -     | -     | -     | 3     | 2     |
| Partij Vrij Almelo                                               | -     | -     | -     | 2     | 1     | 2     | 2     |
| SP                                                               | -     | -     | 3     | 3     | 4     | 2     | 2     |
| Almelo Centraal                                                  | -     | -     | -     | -     | 1     | -     | 1     |
| GroenLinks                                                       | 2     | 3     | 2     | 1     | 1     | 2     | 1     |
| Lijst Çete                                                       | -     | -     | -     | 1     | 1     | 1     | 1     |
| FVD                                                              | -     | -     | -     | -     | -     | -     | 1     |
| Leefbaar Almelo                                                  | -     | 3     | 1     | 1     | 1     | 1     | 1     |
| Democraten.Nu                                                    | -     | -     | -     | -     | -     | 1     | 1     |
| BurgerBelangen Almelo                                            | 1     | 1     | -     | -     | 3     | -     | -     |
| Almelo's Liberaal Alternatief (in 2010: ALA-AOV)                 | -     | -     | 1     | 2     | 3     | -     | -     |
| Almelooooo                                                       | -     | -     | -     | -     | 1     | -     | -     |
| TON                                                              | -     | -     | -     | 1     | -     | -     | -     |
| Almelose Ouderen Verbond                                         | -     | -     | 1     | -     | -     | -     | -     |
| AOV/Ouderenunie (in 1998: AOV/Unie 55+)                          | 1     | 1     | -     | -     | -     | -     | -     |
| Almelo's Belangen Collectief                                     | 1     | -     | -     | -     | -     | -     | -     |
| Totaal                                                           | 33    | 35    | 35    | 35    | 35    | 35    | 35    |
| Opkomst                                                          | 57,3% | 52,4% | 55,6% | 48,1% | 47,8% | 50,4% | 43,2% |

### Stedenbanden
Almelo heeft een stedenband met de volgende steden:
- Preston (Verenigd Koninkrijk), sinds 1948. Er is ook een all-in hotel/uitgaanscentrum vernoemd naar deze stad, genaamd Preston Palace.
- Iserlohn (Duitsland), sinds 1954
- Etsjmiadzin (Armenië), sinds 2021.

De vriendschappelijke betrekkingen met het Turkse Denizli zijn op 16 maart 2017 door de Turkse overheid beëindigd.

## Wapen
In azuur drie ruiten van zilver; het schild gedekt met een gouden kroon met vijf bladeren en gehouden door twee leeuwen in natuurlijke kleur getongd van keel. Stad Amelo voerde dit wapen reeds eind 14e eeuw. Van 1815 tot 1954 waren de zilveren ruiten abusievelijk van goud.

## Vernoeming
De plaats New Almelo in de Amerikaanse staat Kansas is vernoemd naar Almelo.

## Aangrenzende gemeenten
| Aangrenzende gemeenten | Aangrenzende gemeenten | Aangrenzende gemeenten | Aangrenzende gemeenten | Aangrenzende gemeenten |
| ---------------------- | ---------------------- | ---------------------- | ---------------------- | ---------------------- |
|                        |                        | Twenterand             |                        | Tubbergen              |
|                        |                        |                        |                        |                        |
| Wierden                |                        |                        |                        |                        |
|                        |                        |                        |                        |                        |
|                        |                        | Hof van Twente         |                        | Borne                  |